# روبرت كريستوف
روبرت كريستوف (بالفرنسية: Robert Christophe)‏ هو سباح فرنسي، ولد في 22 فبراير 1938 في مارسيليا في فرنسا، وتوفي في 18 أبريل 2016 في أفينيون في فرنسا.

## وصلات خارجية
- روبرت كريستوف على موقع الاتحاد الدولي للسباحة (الإنجليزية)
- روبرت كريستوف على موقع SwimRankings.net (الإنجليزية)
- روبرت كريستوف على موقع اللجنة الأولمبية الدولية (الإنجليزية)
- روبرت كريستوف على موقع أوليمبيديا (الإنجليزية)